# Lene Retzius
Lene Retzius (4 de enero de 1996) es un deportista de Noruega que compite en atletismo. Ganó una medalla de plata en el Campeonato Europeo de Atletismo por Equipos de 2019, en la prueba de salto con pértiga.